# Salara
Salara (Sałara in veneto, Salàra in dialetto ferrarese) è un comune italiano di 1 016 abitanti della provincia di Rovigo in Veneto, situato ad ovest del capoluogo.

## Geografia fisica
Sorge a 7 m s.l.m. e ha come frazione Veratica. Le sue principali località sono Croce, Coati, Magherino, Priore, Sabbioni, Caselle. I comuni limitrofi sono Bagnolo di Po, Calto, Ceneselli, Sermide e Felonica (provincia di Mantova), Ficarolo, Trecenta. A sud del paese vi è il Po, con il suo tratto arginale che da tempo è parte della via ciclabile della sinistra Po, chiuso al traffico motorizzato nei periodi estivi (festivi e prefestivi) per permettere l'afflusso cicloturistico.
Il patrono di Salara è San Valentino, al quale è dedicata la chiesa parrocchiale.

## Storia

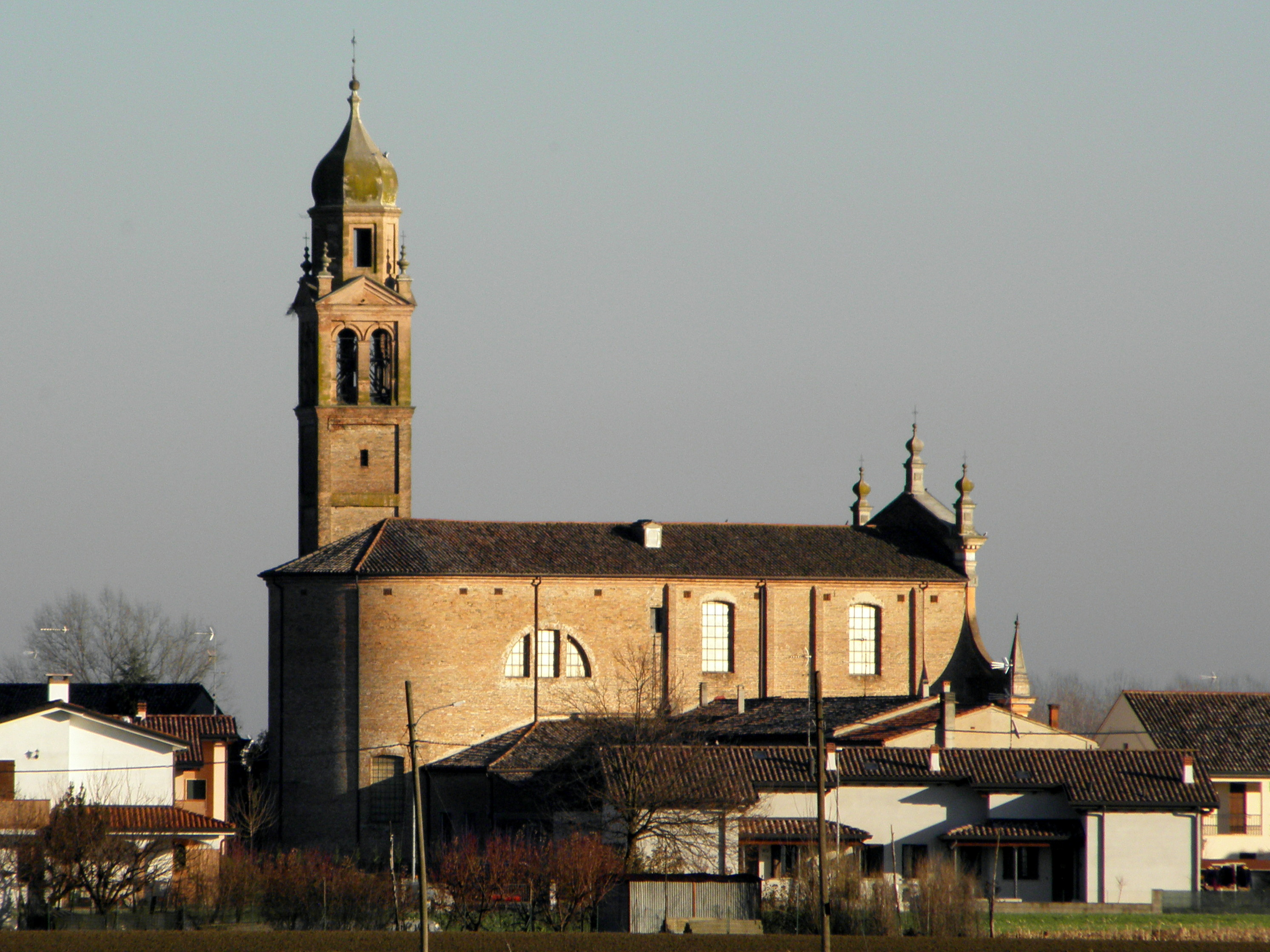
San Valentino, vista dall'ex Monastero di Santa Croce

Non sono molte le testimonianze storiche che ci suggeriscono le origini romane di Salara, paese cresciuto e prosperato fino a metà del XVIII secolo all'ombra del grande Monastero di Santa Croce. Il suo nome, Salara, si dice derivi dall'antico passaggio del sale, in epoche antiche, attraverso la Pestrina, un fiume storico ancora esistente. Il monastero, eretto dagli agostiniani negli ultimi anni dell'XI secolo, passò ai benedettini sotto dominio estense nel finire del Quattrocento. Essi vi rimasero fino ai primi anni del Settecento, divisi dalla popolazione da un'aspra contesa giuridica che si trascinò per almeno duecento anni.

## Monumenti e luoghi d'interesse

### Architetture religiose
Nel corso del tempo il complesso religioso di Salara fu rimaneggiato e ciò che resta risale alla metà del Seicento.
Alla stessa epoca sono riferibili gli oratori di Sant'Antonio e San Francesco. La settecentesca chiesa parrocchiale dedicata a San Valentino sorge sui resti di precedenti edifici e presenta al suo interno altari in marmo e in legno intagliato di buona fattura. Presenti inoltre pregevoli pitture di scuola ferrarese, dal Gesù crocifisso con i Santi Valentino e Carlo Borromeo dell'artista ficarolese Ercole Sarti al San Francesco da Paola del Braccioli. Altri quadretti con i Misteri del Rosario di Girolamo Gregori.

## Società

### Evoluzione demografica
Abitanti censiti

### Lingue e dialetti
Il dialetto parlato a Salara è di origine emiliana e strettamente connesso al dialetto ferrarese. Nonostante la vicinanza con il ferrarese, il dialetto di Salara possiede delle proprie peculiarità lessicali e fonetiche, peculiarità caratteristiche dei paesi appartenenti alla Transpadana ferrarese.

## Cultura

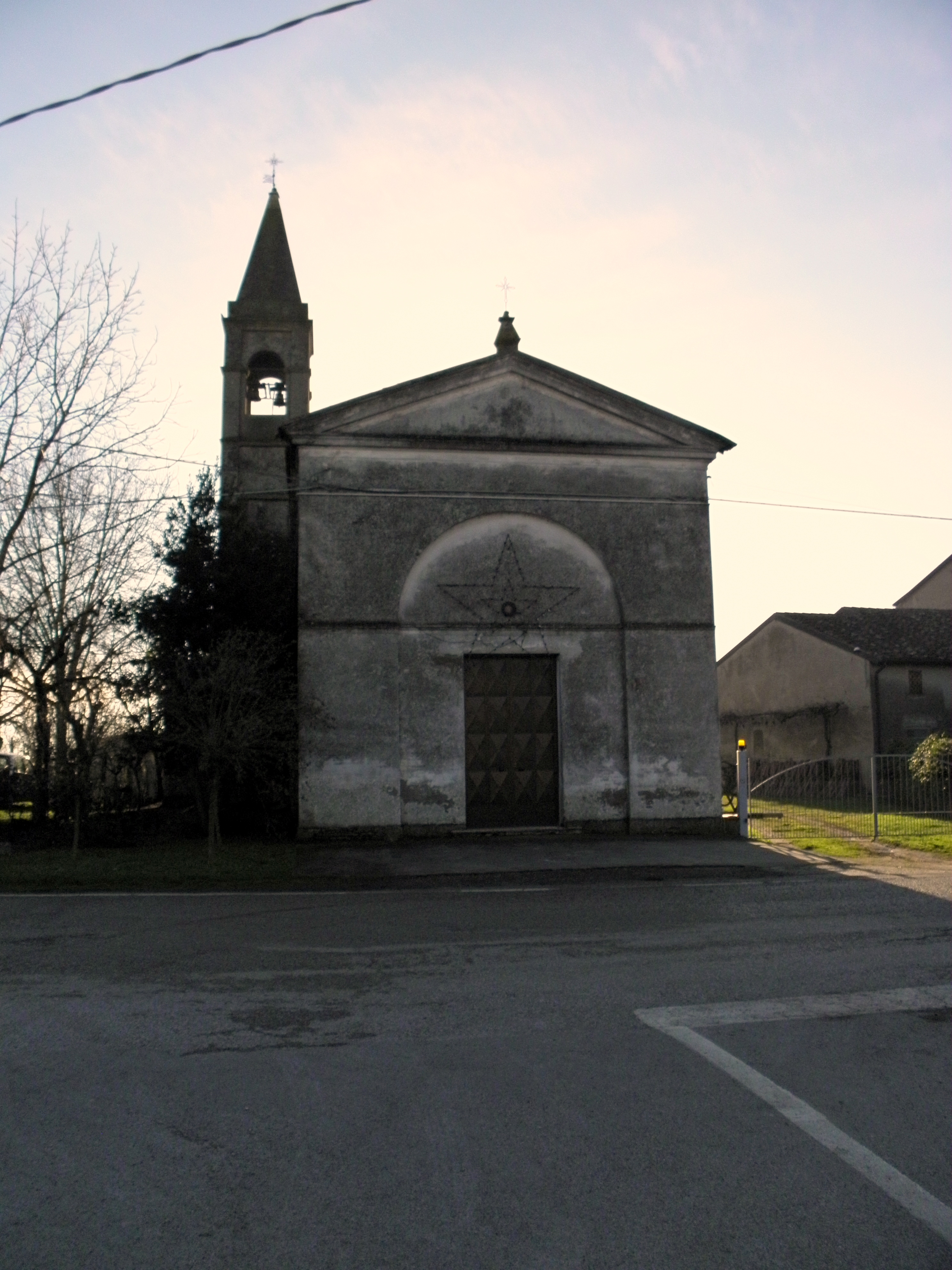
Veratica, Chiesa della Beata Vergine della Neve.

### Eventi
Importante la festa della fragola, in maggio: importante manifestazione a carattere provinciale che celebra la fragola di produzione locale attraverso un concorso con degustazioni del prodotto tipico, stand gastronomici e manifestazioni di aggregazione popolare.
Nella frazione di Veratica si svolge la tradizionale fiera della Madonna della Neve.
Inoltre a metà settembre si tiene la festa del somarino.

## Amministrazione
| Periodo | Periodo   | Primo cittadino     | Partito                     | Carica  | Note |
| ------- | --------- | ------------------- | --------------------------- | ------- | ---- |
| 1995    | 1999      | Francesco Sprocatti | Lista Civica (Forza Italia) | Sindaco |      |
| 1999    | 2004      | Francesco Sprocatti | Lista Civica (Forza Italia) | Sindaco |      |
| 2004    | 2009      | Andrea Prandini     | Lista Civica (UDC)          | Sindaco |      |
| 2009    | 2014      | Andrea Prandini     | Lista Civica (UDC)          | Sindaco |      |
| 2014    | 2019      | Andrea Prandini     | Lista Civica                | Sindaco |      |
| 2019    | 2024      | Lucia Ghiotti       | Lista Civica (LSP)          | Sindaco |      |
| 2024    | in carica | Lucia Ghiotti       | Lista Civica (LSP)          | Sindaco |      |

## Sport

### Calcio
La principale squadra di calcio della città è il G.S. Salara Calcio che milita nel girone A rodigino di Seconda Categoria, grazie alla promozione storica nella stagione 2012/2013, conquistando l'accesso alla categoria superiore da imbattuta, ottenendo 19 vittorie e 3 pareggi. Nell'estate 2019 però la società fallisce.